# Pasînkî, Șarhorod
Pasînkî (în ucraineană Пасинки) este o comună în raionul Șarhorod, regiunea Vinnița, Ucraina, formată numai din satul de reședință.

## Demografie
Componența lingvistică a satului Pasînkî
     Ucraineană (97,88%)
     Alte limbi (1%)
Conform recensământului din 2001, majoritatea populației satului Pasînkî era vorbitoare de ucraineană (97,88%), existând în minoritate și vorbitori de armeană (1,12%).